# Ал Садд СК
„Ал Садд СК“ (на арабски: الرياضي‎) е катарски футболен клуб от столицата Доха. Най-титулуваният клуб в Катар. Състезава се в Лига на звездите на Катар, висшето ниво на футбола в страната. От 1969 година играе мачовете си на стадион „Джасим бин Хамад Стейдиъм“ в Доха с капацитет 12 946 зрители.
Клубът развива хандбал, баскетбол, волейбол, тенис на маса и лека атлетика.

## Успехи
До 17 август 2019 клубът е спечелил 55 футболни купи.

### Национални
- Лига на звездите на Катар
  -  Шампион (18, рекорд): 1970/71, 1973/74, 1978/79, 1979/80, 1980/81, 1986/87, 1987/88, 1988/89, 1999/00, 2003/04, 2005/06, 2006/07, 2012/13, 2018/19, 2020/21, 2021/22, 2023/24, 2024/25
  -  Сребърен медалист (6): 2007/08, 2008/09, 2009/10, 2014/15, 2016/17, 2017/18
  -  Бронзов медалист (4): 1997/98, 1998/99, 2013/14, 2015/16
- Купа на емира на Катар
  -  Носител (15, рекорд): 1974/75, 1977/78, 1981/82, 1984/85, 1985/86, 1987/88, 1990/91, 1993/94, 1999/2000, 2000/01, 2002/03, 2004/05, 2006/07, 2014, 2015
  -  Финалист (7): 1973/74, 1982/83, 1986/87, 1992/93, 2001/02, 2012, 2013
- Купа на шейх Джасим
  -  Носител (15, рекорд): 1978, 1979, 1980, 1982, 1986, 1987, 1989, 1991, 1998, 2000, 2002, 2007, 2014, 2017, 2019
  -  Финалист (2): 2012, 2015
- Купа на Q-лига
  -  Носител (1): 2010
  -  Финалист (1): 2013/14
- Купа на Наследника на принца на Катар
  -  Носител (6): 1998, 2003, 2006, 2007, 2008, 2017
  -  Финалист (4): 2004, 2012, 2013, 2018

## Международни
- Шампионска лига на АФК
  -  Носител (2): 1988/89, 2011
- Клубна купа на шампионите на Персийския залив
  -  Носител (1): 1991
- Арабска шампионска лига
  -  Носител (1): 1991
- Световно клубно първенство
  -  Бронзов медал (1): 2011
- Азиатска Купа на Носителите на Купи
  -  Бронзов медал (1): 2001/02
  - 1/2 финалист (1): 1992
- Трофей Сантяго Бернабеу
  -  Финалист (1): 2013
- Афро-Азиатски клубен шампионат
- Сребърен медал (1): 1989